# Microdajus tchesunovi
Microdajus tchesunovi är en kräftdjursart som beskrevs av Kolbasov och Evgenyi Nikolayevich Savchenko 20. Microdajus tchesunovi ingår i släktet Microdajus och familjen Microdajidae.
Artens utbredningsområde är Vita havet. Inga underarter finns listade i Catalogue of Life.